# Turks- en Caicoseilanden op de Gemenebestspelen

Vlag van Turks- en Caicoseilanden

Turks- en Caicoseilanden is een eiland dat deelneemt aan de Gemenebestspelen (of Commonwealth Games). Hun eerste deelname was op de Gemenebestspelen 1978. Tot nu toe wonnen ze nog geen enkele medaille.

## Medailles
| Turks- en Caicoseilanden op de Gemenebestspelen | Turks- en Caicoseilanden op de Gemenebestspelen | Turks- en Caicoseilanden op de Gemenebestspelen | Turks- en Caicoseilanden op de Gemenebestspelen | Turks- en Caicoseilanden op de Gemenebestspelen | Turks- en Caicoseilanden op de Gemenebestspelen |
| ----------------------------------------------- | ----------------------------------------------- | ----------------------------------------------- | ----------------------------------------------- | ----------------------------------------------- | ----------------------------------------------- |
| Jaar                                            | Goud                                            | Zilver                                          | Brons                                           | Totaal                                          | Rang                                            |
| 1978                                            | -                                               | -                                               | -                                               | -                                               | /                                               |
| 1998                                            | -                                               | -                                               | -                                               | -                                               | /                                               |
| 2002                                            | -                                               | -                                               | -                                               | -                                               | /                                               |
| 2006                                            | -                                               | -                                               | -                                               | -                                               | /                                               |
| 2010                                            | -                                               | -                                               | -                                               | -                                               | /                                               |
| 2014                                            | -                                               | -                                               | -                                               | -                                               | /                                               |
| 2018                                            | -                                               | -                                               | -                                               | -                                               | /                                               |
| 2022                                            | -                                               | -                                               | -                                               | -                                               | /                                               |